# سیارک ۲۰۱۵
سیارک ۲۰۱۵ (به انگلیسی: 2015 Kachuevskaya، نامگذاری:1972RA3) دو هزار و پانزدهمین سیارک کشف شده‌است که در ۴ سپتامبر ۱۹۷۲ کشف شد.
قدر مطلق سیارک برابر ۱۲٫۴۰ است.